# Villa Garnier (Bordighera)
La villa Garnier est située au 11 de la via Garnier à Bordighera sur la Riviera ligure en Italie. L'édifice fait partie des biens protégés par la Surintendance pour les biens architecturaux et les paysages de la Ligurie.

## Historique
Après quelque temps passés à Menton, l’architecte Charles Garnier décida de se construire une villa à Bordighera. En mai 1871, son dévolu tomba sur un terrain près de l’Arziglia, malheureusement, cet endroit était déjà occupé par une petite chapelle que l’on utilisait comme école primaire pour les garçons. Il s’agissait d’un terrain en pente hors de la ville, qui descendait vers la mer et la plage des pêcheurs, la fameuse l’Arziglia. Pour obtenir le terrain, Garnier offrit donc à la municipalité 6 000 lires, une somme considérable à l’époque, en plus d’un projet pour la construction d’une nouvelle école. Face à cette offre exceptionnelle, la ville céda et il put acheter le terrain.
Le seul dessin préparatoire qui est parvenu jusqu’à nous, indique que Garnier avait prévu des arches mauresques pour la tour de la villa, mais qui furent abandonnés dans la réalisation finale. Toutefois la tour s’inspire quand même du minaret arabe. Du haut de la tour, la vue est incomparable, ce qui porta Garnier à surnommer l’endroit « Mon mirador ».
La villa était disposée sur trois étages auxquels on accédait par un escalier en bois. Au rez-de-chaussée, se trouve le salon et une grande salle à manger, où Garnier aimait beaucoup partager ses repas avec les nombreux amis qui lui rendaient visite. Aux étages supérieurs, il y avait les chambres pour la famille et les invités.
Garnier reçut de nombreux artistes à la villa et certains d’entre eux, comme Ernest Meissonier et Gustave Boulanger, ont laissé des croquis et des caricatures sur les murs de l’atrium. Dans la villa, on peut encore admirer des toiles de Jules Lenepveu, Alexandre Bida, Georges Clairin, etc., qui font partie de l’ancienne collection familiale.
L’élégante villa est devenue par la suite un modèle pour l’architecture de la Riviera et de la Côte d'Azur. 
Depuis 1954, la villa appartient à la Congrégation des Sœurs de Saint-Joseph d’Aoste.

La villa accueille depuis de nombreuses années des clients. On peut dormir dans la chambre de Charles Garnier ou dans celles de ses amis.

## Les jardins
Les jardins ont été créés par Garnier avec l’aide de son fils Christian et le paysagiste allemand Ludovic Winter aide par l'ingénieur hydraulique belge Paul-Vincent Levieux.
La villa était entourée par une magnifique palmeraie et par des terrasses baignées de soleil où l’on cultivait des plantes exotiques. On dit qu’il y avait environ 600 variétés différentes. Cependant, il y avait aussi des espèces plus locales comme les oliviers, les palmiers, les figuiers, les citronniers. 
Aujourd’hui le jardin qui se développe sur 2 500 mètres2, compte dix différents types de palmiers et plusieurs arbres centenaires dont un exemplaire de nolina longifolia.
Dans le jardin, on peut toujours admirer le buste de Charles Garnier du sculpteur français Jean-Baptiste Carpeaux et une colonne du palais des Tuileries à Paris,.

## Galerie

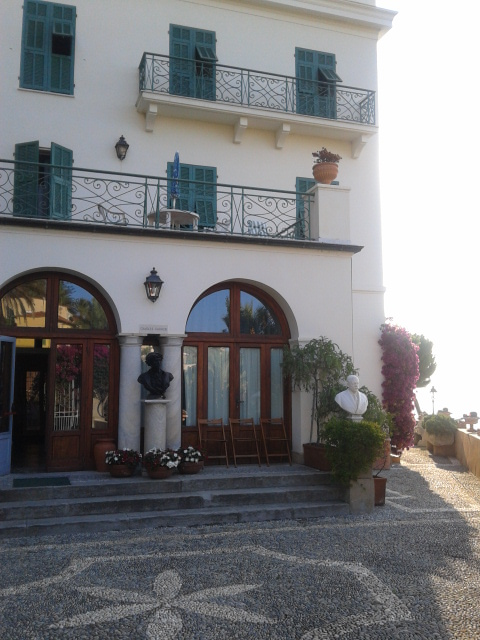
Entrée de la villa Garnier.
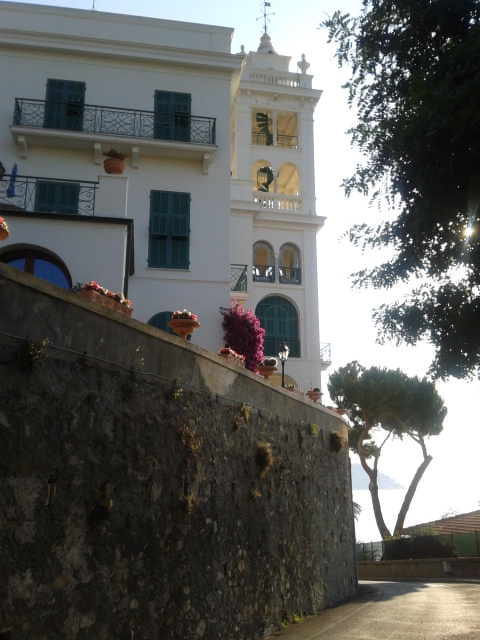
Vue de la villa Garnier avec « Le mirador ».
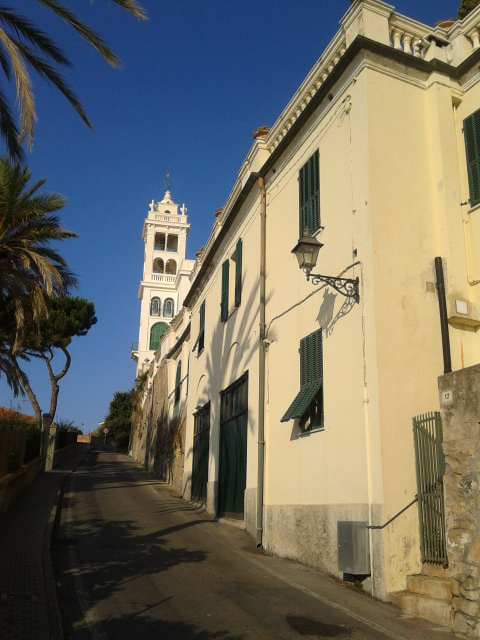
Vue postérieure de la villa Garnier.
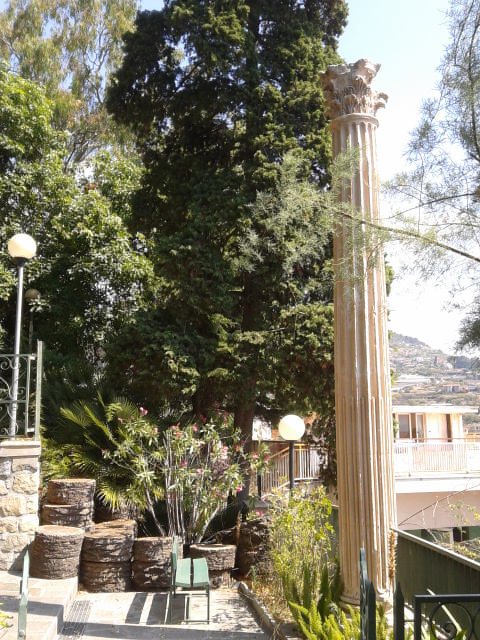
Colonne du palais des Tuileries.